# 严绍宗
严绍宗（1935年8月—2012年10月31日），男，江苏扬州人，中国数学家，复旦大学教授，复旦大学原教务长、副校长，曾任中国数学会常务理事。